# Bayraktar Kızılelma
Bayraktar Kızılelma (рус. Красное Яблоко) — реактивный дозвуковой малозаметный палубный БПЛА, разрабатываемый турецкой оборонной компанией Baykar Makina, в рамках проекта MIUS - Боевой Беспилотный Aвиационный Комплекс.

## Общие сведения
БПЛА имеет максимальную взлетную массу (MTOW) около 6000 кг, из которых более 1500 кг приходится на его полезную нагрузку, оснащён одним ТРДД.
Сельчук Байрактар перечислил особенности MIUS на мероприятии Авиационно-космический саммит II, организованном авиационно-космическим клубом технического университета Гебзе 4 августа 2021 года. Согласно данным, предоставленным компанией, БПЛА будет иметь рабочую высоту 12,000 м (40,000 футов), взлетный вес 5,5 тонны, полезную нагрузку 1,5 тонны и грузоподъемность боеприпасов 1 тонну. В то время как MIUS-A с украинским двигателем АИ‑25ТЛТ будет близок к сверхзвуковой скорости, MIUS-B с украинским двигателем АИ-322Ф или турецким TEI TF-6000 будет сверхзвуковым. MIUS-B будет иметь в 2,5 раза более мощный двигатель, что существенно отличает его по техническим характеристикам от MIUS-A. Предполагается, что MIUS будет запускаться с борта TCG Anadolu (L-400) без помощи катапультной системы. Генеральный директор компании Baykar, Сельчук Байрактар, сказал, что первый полет MIUS ожидается в 2023 году, добавив, что БПЛА с реактивным двигателем был «мечтой 12-летней давности».
14 марта 2022 года глава компании сообщил что опытный образец БПЛА поступил на производство и получил название Bayraktar Kızılelma (Красное Яблоко).
9 марта 2024 года был успешно протестирован турбореактивный двигатель от турецкой Kale Group — TEI-TF6000, которым будет оснащаться Kızılelma.
Летом 2024 года в компании сообщили о готовности к серийному производству. «В этом году мы собираемся выпустить 12 беспилотных истребителей Bayraktar Kızılelma. До 2026-го года компания выпустит 46 штук таких машин», — сообщил Халук Байрактар.

## Особенности
- Взлёт и посадка с TCG Anadolu с помощью улавливающих тросов и крюков без помощи катапульты
- MIUS-A дозвуковой, MIUS-B сверхзвуковой
- Малая эффективная площадь рассеяния (ЭПР)
- Вертикальное оперение и передние горизонтальные рули (аэродинамическая схема «Утка»)
- Интеллектуальная автономия флота
- Возможность агрессивного маневрирования
- Малозаметность
- Подавление ПВО противника (SEAD & DEAD missions[англ.])
- Ракетные атаки
- Огневая поддержка с воздуха
- Стратегические атаки

## Лётно-технические характеристики
Основные характеристики:
- Макс. взлетная масса — 6000 кг.
- Масса полезной нагрузки — до 1500 кг.
- Двигатель — Турбореактивный двигатель
- Способ старта — автоматическая, с палубы или полосы взлета
- Способ посадки — автоматическая посадка в обычном режиме.
- Воздушная крейсерская скорость — 740 км/ч
- Макс. продолжительность полета — 5 ч.
- Радиус действия — 926 км.
- Оперативная высота — 10,668 м.
- Максимальная высота — 12 000 м.